# Danais brickavillensis
Danais brickavillensis là một loài thực vật có hoa trong họ Thiến thảo. Loài này được J.-F.Leroy ex Puff & Buchner mô tả khoa học đầu tiên năm 1994.